# بوب هاميلتون

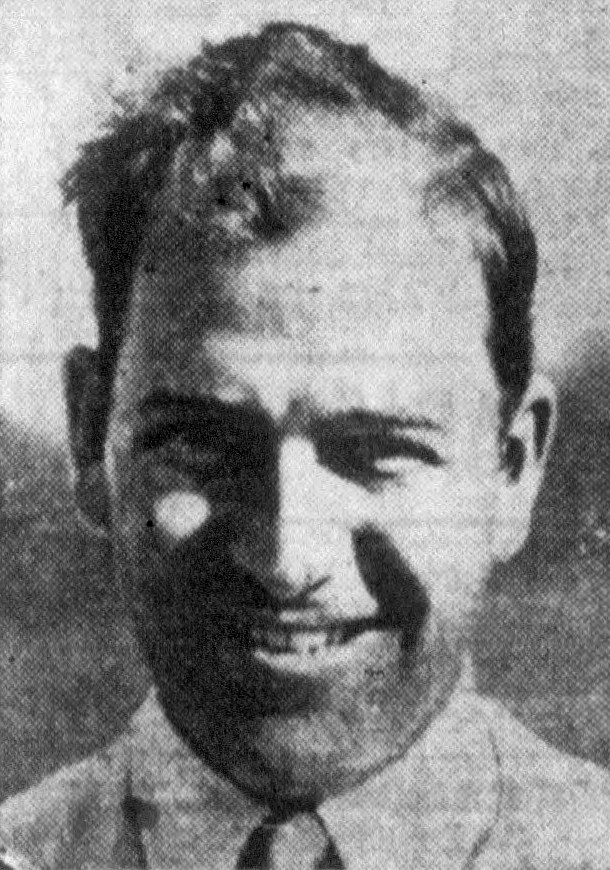
بوب هاميلتون 1949

بوب هاميلتون (بالإنجليزية: Bob Hamilton) هو لاعب غولف أمريكي، ولد في 10 يناير 1916 في إيفانسفيل في الولايات المتحدة، وتوفي بنفس المكان في 6 ديسمبر 1990.

## وصلات خارجية
- بوب هاميلتون على موقع إن إن دي بي (الإنجليزية)